# 小学館新人コミック大賞
小学館新人コミック大賞（しょうがっかんしんじんコミックたいしょう）は、小学館が主催する漫画新人賞。1968年から行われていたビッグコミック賞から発展する形で1978年に創設された。年2回開催。
ビッグコミック賞は『ビッグコミック』向けの一般（青年）部門だけだったが、『週刊少年サンデー』向けの少年部門や少女・女性部門が追加される形で始まった。その後、児童部門、少年部門、少女・女性部門、青年部門に分かれ、小学館が発行する各漫画雑誌が共同で公募を行い、部門ごとにプロの漫画家が審査。大賞、入選、佳作の賞が決定される。
前2賞は該当作無しであることが多いが、2015年12月に受賞者が発表された第77回では、少女・女性部門にて中学3年生である14歳（受賞当時）の女性（ときわ藍）が大賞を受賞している。また、選考に漏れたものの中から有望な作品には奨励金が与えられる。応募原稿は予備選考で落ちたものまで全て添削され、返却される。
第55回までは一般部門とヤング部門があったが、第56回より青年部門に統合された。また、『コロコロコミック』向けの児童部門は藤子不二雄賞、『ビッグコミックスピリッツ』向けのヤング部門はスピリッツ賞（現在は月例新人賞の名称）の名で開催されていた時期もある。

## 応募規定
- 頁制限　ストーリーもの　32頁前後、ギャグもの　16頁前後、4コマもの　10本以上。商業作品で未発表のもの。
- 年齢・性別・経験問わず。但し過去の受賞・掲載歴がある場合その旨を明記
- 応募は郵送のみ（メール不可）。デジタルデータで収録する場合、データ用CD-R、もしくはDVD-Rに「600dpi、PSDファイル、白黒2値とし、セリフもデータにしている場合、画像とセリフのレイヤーは別々にする」という規定がある。
- 応募作品は前述のとおり添削した上で、発表から3ヶ月程度で返却される（返信用封筒<切手は添付しなくてもよい>が必要）が、デジタルデータの場合は返却不可なので、予め別のメディアにコピーする必要がある。

## 受賞賞品
- 大賞（グランプリ相当）　賞金200万円
- 入選　賞金50万円
- 佳作　賞金30万円

以上の受賞者にはそれぞれ共通で、表彰状、記念盾、受賞作品の収録本、入選以上の受賞者には液晶タブレットまたはスキャナーまたはミラーレス一眼デジタルカメラ、CLIP STUDIO PAINT PROが贈られる。
- 特別育成金　各部門の上位入賞者に対し特別育成金100万円を贈呈（児童部門は複数均等割りもある）
- 奨励金　入選を逃した場合でも将来有望と思われる作者には奨励金10万円を贈呈
- その他基準を満たした応募者には記念品として次を贈呈する
  - 応募者全員　受賞作収録本

## 主な入賞者
- 青山剛昌（第19回 少年部門 入選）
- 安倍夜郎（第53回 一般部門 大賞）
- 安西信行（第26回 少年部門 佳作）
- 石渡治（第3回 少年部門 佳作[2]）
- 和泉かねよし（第36回 少女・女性部門 入選）
- いわしげ孝（第2回 一般部門 入選）
- 宇佐美真紀（第42回 少女・女性部門 佳作）
- 浦沢直樹（第9回 一般部門 入選）
- 大須賀めぐみ（第42回 少年部門 佳作）
- 岡崎二郎（第18回 一般部門 佳作）
- オダトモヒト（第70回 少年部門 大賞）※「小田智仁」名義
- 小野敏洋（第22回 児童部門 入選）
- 小畑友紀（第42回 少女・女性部門 佳作）
- 樫本学ヴ（第12回 児童部門 佳作）
- 克・亜樹（第12回 少年部門 佳作）
- 鬼頭莫宏（第21回 ヤング部門 入選）
- 久米田康治（第27回 少年部門 入選）
- 桜小路かのこ（第45回 少女・女性部門 入選）
- 島本和彦（第9回 少年部門 佳作）
- 新條まゆ（第33回 少女・女性部門 佳作）
- 晴十ナツメグ（第73回 少年部門 佳作）
- 空詠大智（第59回 少年部門 佳作）
- 高橋留美子（第2回 少年部門 佳作）
- たがみよしひさ（第3回 一般部門 佳作[注 1]）
- 田辺イエロウ（第47回 少年部門 佳作）
- 手原和憲（第63回 青年部門 入選）
- 田村由美（第12回 少女・女性部門 佳作）
- つきりのゆみ（第37回 少女・女性部門 入選）
- 中津賢也（第11回 少年部門 入選）
- 中原裕（第18回 少年部門 入選）
- 長江朋美（第23回 少女・女性部門 佳作）
- 奈知未佐子（第3回 少女・女性部門 入選[2]）
- 法月理栄 （第3回 一般部門 佳作[2]）
- 花咲アキラ（第11回 一般部門 入選）
- 早見純（第2回 少年部門 佳作）
- 原田久仁信（第1回 少年部門 入選2席[注 2]）
- 藤田和日郎（第22回 少年部門 入選）
- 藤原さとし（第57回 青年部門 佳作）※「藤原聡」名義
- 満田拓也（第11回 少年部門 佳作）
- 皆川亮二（第22回 少年部門 入選）
- Moo.念平（第7回 児童部門 入選）
- 桃吐マキル（第34回 ヤング部門 入選）
- 安永航一郎（第10回 少年部門 佳作）
- 山崎コータ（第73回 青年部門 佳作）
- 六田登（第1回 少年部門 入選）
- 渡瀬悠宇（第23回 少女・女性部門 入選）
- 若木民喜（第33回 小年部門 入選）